# Tirreno-Adriatico 1984
La Tirreno-Adriatico 1984, diciannovesima edizione della corsa, si svolse dall'8 al 14 marzo 1984 su un percorso di 1042,9 km, suddiviso su 6 tappe, precedute da un prologo. La vittoria fu appannaggio dello svedese Tommy Prim, che completò il percorso in 28h39'41", precedendo lo svizzero Erich Mächler e l'italiano Roberto Visentini.

## Tappe
| Tappa  | Data     | Percorso                                     | km     | Vincitore di tappa | Leader cl. generale |
| ------ | -------- | -------------------------------------------- | ------ | ------------------ | ------------------- |
| Pr.    | 8 marzo  | Forio (cron. individuale)                    | 4,85   | Guido Bontempi     | Guido Bontempi      |
| 1ª     | 9 marzo  | Pozzuoli > Frosinone                         | 189    | Jesper Worre       | Jesper Worre        |
| 2ª     | 10 marzo | Cassino > Montenero di Bisaccia              | 180    | Erich Mächler      | Jesper Worre        |
| 3ª     | 11 marzo | Marina di Montenero > Monte San Pietrangeli  | 229    | Mario Beccia       | Tommy Prim          |
| 4ª     | 12 marzo | Recanati > Ancona                            | 217    | Adrie van der Poel | Tommy Prim          |
| 5ª     | 13 marzo | Camerano > Monteprandone                     | 211    | Marc Madiot        | Tommy Prim          |
| 6ª     | 14 marzo | San Benedetto del Tronto (cron. individuale) | 12,05  | Roberto Visentini  | Tommy Prim          |
| Totale | Totale   | Totale                                       | 1042,9 |                    |                     |

## Dettagli delle tappe

### Prologo
- 8 marzo: Forio - (cron. individuale) – 4,95 km

Risultati
| Pos. | Corridore       | Squadra               | Tempo |
| ---- | --------------- | --------------------- | ----- |
| 1    | Guido Bontempi  | Carrera-Vagabond      | 6'09" |
| 2    | Jesper Worre    | Sammontana-Campagnolo | a 1"  |
| 3    | Moreno Argentin | Sammontana-Campagnolo | s.t.  |

| Pos. | Corridore      | Squadra          | Tempo |
| ---- | -------------- | ---------------- | ----- |
| 1    | Guido Bontempi | Carrera-Vagabond |       |

### 1ª tappa
- 9 marzo: Pozzuoli > Frosinone – 189 km

Risultati
| Pos. | Corridore      | Squadra               | Tempo    |
| ---- | -------------- | --------------------- | -------- |
| 1    | Jesper Worre   | Sammontana-Campagnolo | 5h14'43" |
| 2    | Tommy Prim     | Bianchi-Piaggio       | s.t.     |
| 3    | Joop Zoetemelk | Kwantum Hallen-Yoko   | s.t.     |

| Pos. | Corridore    | Squadra               | Tempo |
| ---- | ------------ | --------------------- | ----- |
| 1    | Jesper Worre | Sammontana-Campagnolo |       |

### 2ª tappa
- 10 marzo: Cassino > Montenero di Bisaccia – 180 km

Risultati
| Pos. | Corridore         | Squadra       | Tempo    |
| ---- | ----------------- | ------------- | -------- |
| 1    | Erich Mächler     | Cilo-Aufina   | 5h15'10" |
| 2    | José Luis Navarro | Zor-Gemeaz    | a 8"     |
| 3    | Giuseppe Petito   | Alfa Lum-Olmo | a 9"     |

| Pos. | Corridore    | Squadra               | Tempo |
| ---- | ------------ | --------------------- | ----- |
| 1    | Jesper Worre | Sammontana-Campagnolo |       |

### 3ª tappa
- 11 marzo: Marina di Montenero > Monte San Pietrangeli – 229 km

Risultati
| Pos. | Corridore         | Squadra             | Tempo    |
| ---- | ----------------- | ------------------- | -------- |
| 1    | Mario Beccia      | Malvor-Bottecchia   | 6h25'47" |
| 2    | Jacques Hanegraaf | Kwantum Hallen-Yoko | a 16"    |
| 3    | Greg LeMond       | Renault-Elf         | s.t.     |

| Pos. | Corridore  | Squadra         | Tempo |
| ---- | ---------- | --------------- | ----- |
| 1    | Tommy Prim | Bianchi-Piaggio |       |

### 4ª tappa
- 12 marzo: Recanati > Ancona – 217 km

Risultati
| Pos. | Corridore          | Squadra             | Tempo    |
| ---- | ------------------ | ------------------- | -------- |
| 1    | Adrie van der Poel | Kwantum Hallen-Yoko | 5h47'05" |
| 2    | Giovanni Mantovani | Malvor-Bottecchia   | s.t.     |
| 3    | Leo van Vliet      | Kwantum Hallen-Yoko | s.t.     |

| Pos. | Corridore  | Squadra         | Tempo |
| ---- | ---------- | --------------- | ----- |
| 1    | Tommy Prim | Bianchi-Piaggio |       |

### 5ª tappa
- 13 marzo: Camerano > Monteprandone – 211 km

Risultati
| Pos. | Corridore             | Squadra           | Tempo    |
| ---- | --------------------- | ----------------- | -------- |
| 1    | Marc Madiot           | Renault-Elf       | 5h34'40" |
| 2    | Jesús Rodríguez Magro | Zor-Gemeaz        | s.t.     |
| 3    | Mario Beccia          | Malvor-Bottecchia | a 11"    |

| Pos. | Corridore  | Squadra         | Tempo |
| ---- | ---------- | --------------- | ----- |
| 1    | Tommy Prim | Bianchi-Piaggio |       |

### 6ª tappa
- 14 marzo: San Benedetto del Tronto - (Cron. individuale)– 12,05 km

Risultati
| Pos. | Corridore         | Squadra          | Tempo    |
| ---- | ----------------- | ---------------- | -------- |
| 1    | Roberto Visentini | Carrera-Inoxpran | 5h19'35" |
| 2    | Erich Mächler     | Cilo-Aufina      | a 7"     |
| 3    | Greg LeMond       | Renault-Elf      | a 10"    |

| Pos. | Corridore         | Squadra          | Tempo     |
| ---- | ----------------- | ---------------- | --------- |
| 1    | Tommy Prim        | Bianchi-Piaggio  | 28h39'41" |
| 2    | Erich Mächler     | Cilo-Aufina      | a 2"      |
| 3    | Roberto Visentini | Carrera-Inoxpran | a 5"      |

## Classifiche finali

### Classifica generale - Maglia azzurra
| Pos. | Corridore           | Squadra             | Tempo     |
| ---- | ------------------- | ------------------- | --------- |
| 1    | Tommy Prim          | Bianchi-Piaggio     | 28h39'41" |
| 2    | Erich Mächler       | Cilo-Aufina         | a 2"      |
| 3    | Roberto Visentini   | Carrera-Inoxpran    | a 5"      |
| 4    | Adrie van der Poel  | Kwantum Hallen-Yoko | a 14"     |
| 5    | Greg LeMond         | Renault-Elf         | a 23"     |
| 6    | Giuseppe Petito     | Alfa Lum-Olmo       | a 29"     |
| 7    | Stefan Mutter       | Cilo-Aufina         | a 39"     |
| 8    | Johan van der Velde | Metauro Mobili      | a 40"     |
| 9    | Joop Zoetemelk      | Kwantum Hallen-Yoko | a 42"     |
| 10   | Alfredo Chinetti    | Sup. Brianzoli      | a 43"     |